# Carlos Alberto Peña
Carlos Alberto Peña Rodríguez (Ciudad Victoria, 29 de março de 1990), conhecido por Carlos Peña é um futebolista Mexicano que atua como volante. Atualmente está sem clube.

## Carreira

### Pachuca
Revelado nas divisões de base do Pachuca, estreou profissionalmente em 14 de abril de 2010, contra o Cruz Azul, entrando aos 84 minutos com a camisa de número 100 no lugar de José Francisco Torres. Na temporada seguinte, começou a ganhar mais oportunidades, atuando em 19 partidas, sendo 13 como titular. Pelos Tuzos, marcou 1 gol em 22 partidas jogadas e disputou o Copa do Mundo de Clubes da FIFA de 2010, tendo sido titular contra o Mazembe.

### León
Acertou com o León em 2011, assinando um contrato de empréstimo por um ano. Atuou pouco no Apertura 2011, mas se consolidou como titular Clausura 2012 e ajudou a equipe a conseguir o acesso para a Primera División. Peña se beneficiou do fato de ter disputado a Liga de Ascenso para desenvolver o seu futebol e adquirir confiança. Ao fim da temporada 2011-12, renovou seu empréstimo por mais um ano, tornando-se peça fundamental e motor do time que chegou nas semifinais do Apertura 2012. O volante foi o grande destaque do surpreendente León que conquistou o Apertura 2013 com duas vitórias inapeláveis contra o América na final. Para o Apertura 2013, foi adquirido em definitivo pelo León junto ao Pachuca por valor não revelado. No fim de 2013, foi especulado como reforço do Arsenal, da Inglaterra. El Gullit seguiu no clube mexicano em 2014 e sagrou-se bicampeão do Campeonato Mexicano, marcando um gol na partida de ida da grande final contra o seu ex-clube.

### Rangers
Rangers contratou o El Gullit em 20 de junho de 2017, depois que o técnico português Pedro Caixinha indicou e o clube deu sinal verde para contratar o jogador mexicano, além dele ser contratado no clube, veio também os jogadores como Bruno Alves e Candeias que sera companheiros do volante !!!

## Seleção Mexicana
Foi convocado para a disputa da Copa do Mundo FIFA de 2014.

## Títulos
León
- Liga de Ascenso: Clausura 2012
- Liga MX: Apertura 2013, Clausura 2014